# Capa lipídica anular
Los lípidos anulares (también llamados lípidos de caparazón o lípidos de contorno) son un conjunto de lípidos o moléculas lipídicas que se unen o se adhieren preferentemente a la superficie de las proteínas de membrana en las células biológicas. Constituyen una capa, o un anillo de lípidos que están parcialmente inmovilizados debido a la existencia de interacciones lípido-proteína. Los grupos de cabeza polares de estos lípidos se unen a la parte hidrófila de las proteínas de la membrana en las superficies interna y externa de la membrana de la bicapa lipídica. La superficie hidrófoba de las proteínas de la membrana está unida a las cadenas de lípidos y ácidos grasos opuestas de la bicapa de la membrana. Para las proteínas de membrana integrales que abarcan el grosor de la bicapa de la membrana, estos lípidos anulares pueden actuar como una capa lubricante en las superficies de las proteínas, facilitando así la rotación casi libre y la difusión lateral de las proteínas de la membrana dentro de la extensión bidimensional de la membrana biológica. Fuera de la capa de lípidos anulares, los lípidos no están ligados a moléculas de proteína. Sin embargo, pueden estar ligeramente restringidos en su libertad de movimiento segmentario debido a la leve presión de pares de las moléculas de proteína, si están presentes en alta concentración, que surge de la influencia extendida de la interacción proteína-lípido. Las áreas de la membrana alejadas de las moléculas de proteína contienen lípidos de fase laminar, que en gran medida están libres de cualquier efecto de restricción debido a las interacciones proteína-lípido. La desnaturalización térmica de las proteínas de la membrana puede destruir la estructura secundaria y terciaria de las proteínas de la membrana, exponiendo las superficies más nuevas a los lípidos de la membrana y, por tanto, aumentando el número de moléculas de lípidos en la capa del anillo/capa. Este fenómeno se puede estudiar mediante la técnica de resonancia paramagnética de electrones de etiquetas de espín.